# Jean-Marie Benoît Balla
Jean-Marie Benoît Balla (Oweng, 10 maggio 1959 – Ebebda, 31 maggio 2017) è stato un vescovo cattolico camerunese.

## Biografia
Jean-Marie Benoît Balla nacque a Oweng, un villaggio situato nel comune di Mbankomo, il 10 maggio 1959.

### Formazione e ministero sacerdotale
Terminati gli studi per il sacerdozio, il 20 giugno 1987 fu ordinato presbitero per la arcidiocesi di Yaoundé dall'arcivescovo Jean Zoa. Il suo primo incarico fu quello di cappellano delle scuole diocesane e parroco fondatore della parrocchia di Cité-Verte a Yaoundé. In seguito fu parroco nella chiesa di San Paolo a Ndzong-Melen e con padre Pio Claude Ngoumou introdusse il balafon nella liturgia. Fu anche vice-procuratore diocesano, superiore del seminario "Santa Teresa" di Mvolyé, presso Yaoundé, cappellano della Congregazione delle figlie di Maria e professore al seminario maggiore di Nkolbisson a Yaoundé e alla scuola "San Cipriano" di Ngoya.

### Ministero episcopale
Il 15 aprile 2003 papa Giovanni Paolo II lo nominò vescovo di Bafia. Ricevette l'ordinazione episcopale il 12 luglio successivo dall'arcivescovo Félix del Blanco Prieto, nunzio apostolico in Camerun e Guinea Equatoriale, coconsacranti il vescovo emerito di Bafia Athanase Bala e il vescovo di Kumbo Cornelius Fontem Esua.
Nel settembre del 2014 compì la visita ad limina.
Nella notte tra il 30 e il 31 maggio 2017 monsignor Balla scomparve dopo aver ricevuto una telefonata. Il suo veicolo venne trovato il giorno dopo sul ponte sul fiume Sanaga a Ebebda. All'interno della vettura furono rinvenuti documenti personali e un messaggio con scritto "Sono in acqua", probabilmente destinato a suggerire una morte per suicidio. Il 2 giugno, tre giorni dopo la sua scomparsa, il prelato venne trovato morto nelle acque del Sanaga, presso il villaggio di Tsang, situata circa 17 km a valle di Ebebda. Secondo i primi elementi dell'inchiesta, il prelato sarebbe stato gettato in acqua dopo essere stato torturato e ucciso. Numerose fonti della stampa osservarono che la morte di monsignor Balla si aggiunge alla lunga lista di religiosi, sacerdoti e vescovi trovati morti in Camerun dal 1988, in circostanze sospette e i cui assassini non sono mai stati catturati. Anche uno dei sacerdoti della sua diocesi, padre Jean Armel, rettore del piccolo seminario "Saint André", era stato anche ucciso tre settimane prima.
Il 4 luglio 2017 il procuratore generale camerunese presentò i risultati dell'autopsia di monsignor Balla che era stata eseguita da due esperti forensi stranieri arrivati in Camerun il 29 giugno e in una dichiarazione disse che la causa più probabile di morte era l'annegamento. Questa versione contraddice quella dei vescovi del Camerun che aveva confutato la teoria del suicidio in una riunione straordinaria avvenuta Yaoundé il 13 giugno. Il procuratore affermò tuttavia che l'indagine continua "per determinare le esatte circostanze di questa tragedia".. L'8 luglio 2017 monsignor Samuel Kleda, arcivescovo di Douala e presidente della Conferenza episcopale del Camerun, ricevendo la stampa nel quartiere Mvolyé di Yaoundé, nella sede della Conferenza episcopale, si definì contrario al procuratore generale John Flis Kléber Ntamack e ribadì che "monsignor Jean-Marie Benoît Balla è stato brutalmente assassinato". Il 9 luglio 2017 in diversi social network tra cui Facebook, venne lanciata una campagna diffamatoria da un certo numero di giornalisti e politici. Ciò comprese anche la falsificazione della corrispondenza ufficiale della Chiesa cattolica, in particolare di quella tra monsignor Balla e il vescovo di Périgueux. Il 17 luglio la Conferenza episcopale del Camerun decise di presentare una denuncia contro ignoti per l'omicidio del vescovo.
Il 3 agosto 2017 la salma di monsignor Balla fu sepolta nella cattedrale di San Sebastian a Bafia. Il 28 agosto successivo la sua tomba venne profanata. Sopra il suo loculo vennero rinvenute tracce di sangue e l'episodio è sotto indagine.

## Genealogia episcopale
La genealogia episcopale è:
- Cardinale Scipione Rebiba
- Cardinale Giulio Antonio Santori
- Cardinale Girolamo Bernerio, O.P.
- Arcivescovo Galeazzo Sanvitale
- Cardinale Ludovico Ludovisi
- Cardinale Luigi Caetani
- Cardinale Ulderico Carpegna
- Cardinale Paluzzo Paluzzi Altieri Degli Albertoni
- Papa Benedetto XIII
- Papa Benedetto XIV
- Papa Clemente XIII
- Cardinale Marcantonio Colonna
- Cardinale Giacinto Sigismondo Gerdil, B.
- Cardinale Giulio Maria della Somaglia
- Cardinale Carlo Odescalchi, S.I.
- Cardinale Costantino Patrizi Naro
- Cardinale Lucido Maria Parocchi
- Papa Pio X
- Papa Benedetto XV
- Papa Pio XII
- Cardinale Eugène Tisserant
- Papa Paolo VI
- Cardinale Agostino Casaroli
- Arcivescovo Félix del Blanco Prieto
- Vescovo Jean-Marie Benoît Balla